# Motor Wankel
Motor Wankel.
Motor Wankel - é um motor rotativo de combustão interna, inventado por Felix Wankel, que utiliza rotores com formato semelhante ao de um triângulo em vez dos pistões dos motores alternativos convencionais.
Wankel concebeu seu motor rotativo por volta de 1924 e obteve sua primeira carta patente em 1933. Durante a década de 1940, dedicou-se a melhorar o seu projeto. Ainda nas décadas de 1950 e 1960, houve um esforço considerável no desenvolvimento de motores rotativos. Eram particularmente interessantes por funcionar de um modo suave e silencioso, devido à simplicidade de seu mecanismo, e também pelo número reduzido de peças, comparado com os motores alternativos a pistão.
Diferentemente dos motores com cilindro e pistão, o motor Wankel não utiliza o princípio da biela e manivela. Ele não produz nenhum movimento alternativo, por isso tem um funcionamento mais suave, com menos atrito, menos vibração e mais silencioso. O conjunto inclui também um número reduzido de peças. Estas vantagens o tornam uma atraente solução técnica que encontra uma vasta gama de aplicações em todas as áreas de transportes (carros, motocicletas e aeronaves). As maiores dificuldades em sua aplicação em larga escala são a vedação interna entre as câmaras, baixa durabilidade e alto consumo de combustível, porém vem sendo aprimorado devido aos recursos do controle eletrônico e novas tecnologias de fabricação. Em 2009, no setor automobilístico, a Mazda era o único fabricante que ainda incorporava esses motores em seus veículos.
Em 22 de junho de 2012, a Mazda fabricou seu último motor Wankel; assim, o motor parou de ser fabricado, já que a Mazda era a única fabricante que o usava. Esta companhia planeja lançar novos modelos com motor Wankel antes do fim da década de 2020.

## História

Componentes característicos de um motor Wankel.

Durante muitos anos o motor rotativo foi uma das aspirações máximas da tecnologia automobilística. Desde a bomba de Ramelle, de 1588 (o estudo mais antigo de que se tem conhecimento) até o modelo esportivo de maior sucesso produzido pela Mazda, o RX-7, muito se percorreu para atingir o grau de desenvolvimento necessário para a produção em série.
Desde 1903, com o modelo lobular de Cooley, passando pelos projetos de Murdock, Galloway e Kraus, pesquisavam-se formas alternativas ao funcionamento tradicional. Foi nas mãos do engenheiro Felix Wankel que se conseguiu grande êxito, em parceria com a fábrica alemã NSU.
A exemplo do motor idealizado por Cooley, o projeto de Wankel baseava-se em uma estrutura de movimentos epicicloidais de um rotor sobre um eixo. Um rotor trilobular: um triângulo com as faces abauladas, girando no interior de uma carcaça oca com forma ovalada. Os motores Wankel também ficaram conhecidos como motores de combustão rotativa ou, simplesmente, motores rotativos.
Wankel abre uma oficina em Heidelberg e uma retífica de motores. Com meticulosidade e perseverança, Wankel começa a questionar a durabilidade dos motores, que se tornavam defeituosos prematuramente – dificilmente chegavam a 50 mil km. Em 1929, já com 27 anos, julga ter encontrado a razão: emite dois tratados de patentes. O primeiro, em 16 de outubro de 1929, ocupa-se da "compensação ou equilíbrio das massas para engrenagens, com massas que se deslocam em diversos sentidos"; no segundo, de 6 de dezembro 1929, propõe novos ajustes de cargas dos anéis de segmento.
Com extrema dedicação aprofunda-se nesses problemas, construindo junto à oficina da empresa um laboratório de experiências, que levam ao motor de êmbolo rotativo, tal qual se conhece nos dias de hoje. Obtém sua primeira carta patente, relativa ao motor rotativo, em 20 de junho de 1933.
Neste motor não existem massas que se movem em direções diversas. Seu maior inconveniente é a vedação entre os lóbulos do rotor. Wankel consegue então outra patente, relativa à impermeabilização especial para distribuidores giratórios.
Muda-se para a cidade de Lahr, onde obtém recursos para alugar uma fábrica vazia em Lindam. Com pouco mais de 100 homens trabalhando no Techinische Entwicklungs Stelle (Departamento de Desenvolvimento Técnico), aperfeiçoa o sistema de vedação, até então o ponto mais vulnerável do projeto, para iniciar a produção seriada.
Vem a guerra e tudo é confiscado pelos americanos e franceses. Então consegue um contrato com a NSU para construir um motor de motocicleta, segundo o princípio do êmbolo rotativo. Em 9 de agosto de 1956, a "cadeira de balanço voadora", uma motocicleta aerodinâmica, conquista vários recordes mundiais nas classes de 50 e 75 cm³.

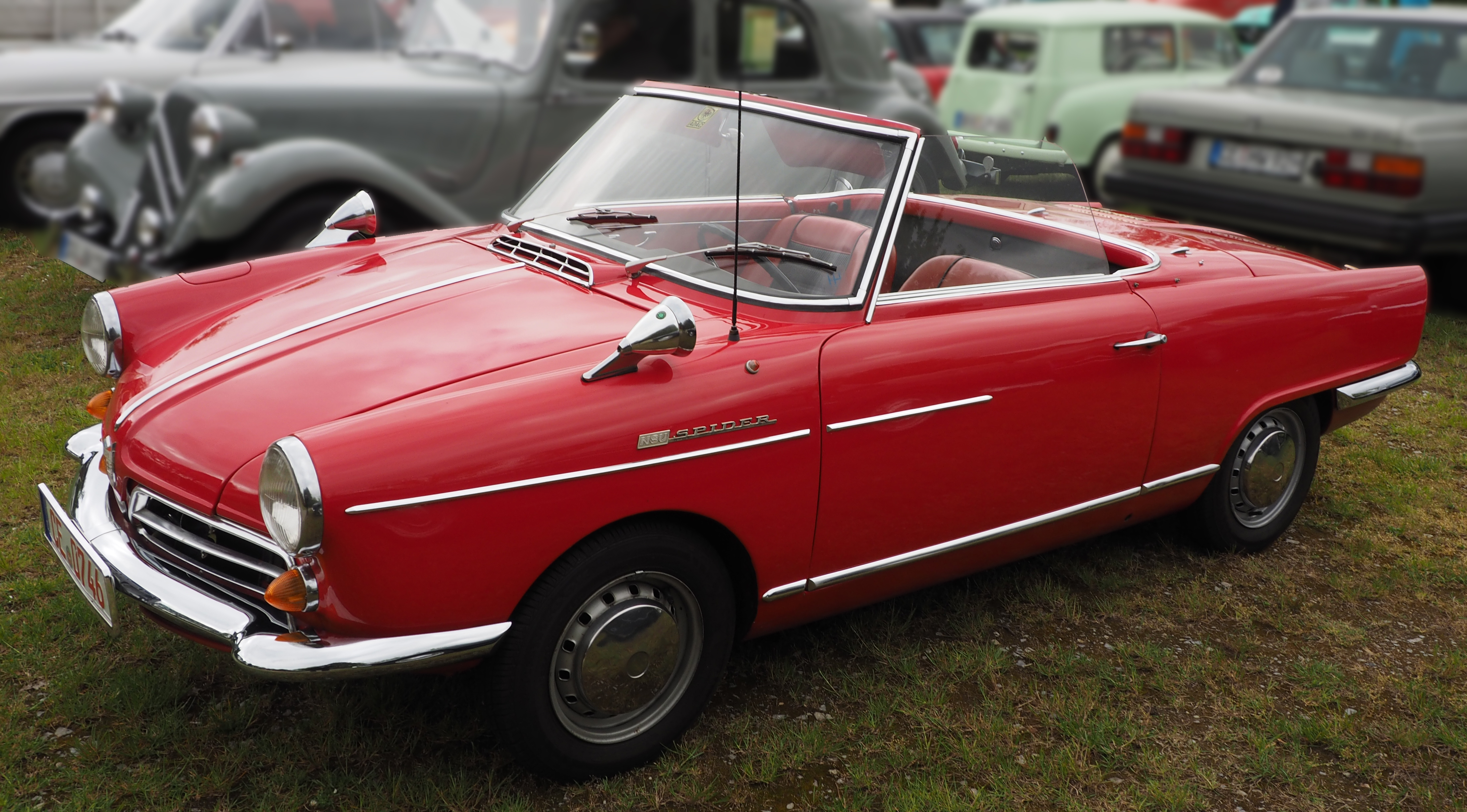
NSU Spider.

Em 1957 sai da fábrica NSU em Neckarsulm o primeiro motor Wankel de construção atual, para o NSU Spider (muito parecido com o Fiat 850). Em 1962, nove empresas assinam contratos de licença, pagando mais de 15 mil marcos alemães para os custos das licenças. Entre elas a Toyo-Kogyo Co., no Japão (hoje Mazda Corporation), Curtiss-Wright (motores de aviação), Mercedes-Benz (motores diesel), Krupp, MAN, Rolls-Royce, General Motors e Ford.

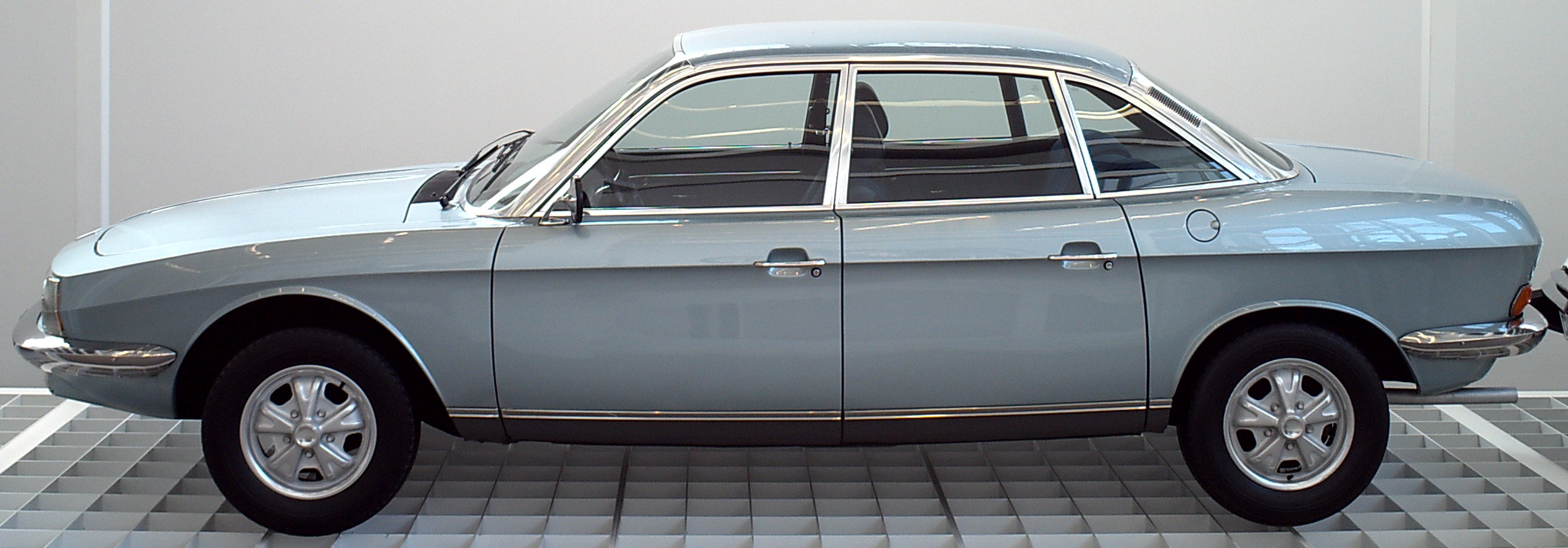
NSU Ro 80.

A aplicação mais audaciosa surge em 1967, com o lançamento do NSU Ro 80: um sedã compacto, vencedor do prêmio Carro do Ano europeu. Com 115 cv, dois rotores, ágil, aerodinâmico e moderno, causou grande procura nas revendas. Contudo, os infindáveis problemas de vedação (o material de vedação dos vértices do rotor era de baixa resistência), o consumo de lubrificante e as constantes paradas na oficina arruinaram sua reputação e a da fábrica. Acabou sendo absorvida pelo grupo VW, que não mais produziu este tipo de propulsor. Felix Wankel, por sua vez, faleceria em 9 de outubro de 1988.
Em meados dos anos 60 a Toyo Kogyo, a Citroën e a Mercedes-Benz apresentaram vários modelos com esta motorização. Foi o período de maior desenvolvimento do conceito. Com o passar dos anos, muitos fabricantes desistiram pelo caminho e só a Mazda permaneceu com sua utilização. Em 1978 surgiu o RX-7, o maior sucesso de produção com esta motorização.
Por ser bastante leve e compacto, podendo ser montado completamente atrás do eixo dianteiro, o motor permitia ótima distribuição de peso, mas a direção era leve e instável. Seu outro grande atrativo era o preço e a beleza do desenho, fonte de inspiração para outras marcas por anos a fio. A Mazda aplicou esta motorização em protótipos de competição, sendo inclusive vencedora da 24 Horas de Le Mans, vitória muito contestada pelos demais competidores.

Os tempos do ciclo de Wankel: a admissão (em azul), a compressão (em verde), a explosão (em vermelho) e a exaustão (em amarelo). O vértice A ajuda a acompanhar a revolução do rotor triangular.

Nos anos 1960, o governo japonês estava disposto a conquistar novos mercados e a Mazda, para adquirir independência, resolveu investir num projeto único, desenvolvendo seu próprio motor Wankel, por este motivo a Mazda via tanto interesse em desenvolver esta tecnologia. Seu primeiro veículo com motor rotativo foi o Cosmo, com pequena produção iniciada em 1967. Era um GT semelhante ao Ford Thunderbird, dois rotores, 491 cm³ e 110 cv. Ficou em produção durante cinco anos. Após esta experiência, a corporação ficou mais confiante e lançou sucessivos modelos. Em 1971 a Mazda vendeu 200 mil veículos com motor rotativo.
Sua aplicação com objetivos econômicos, contudo, era inviável, fazendo as vendas despencarem nos Estados Unidos. A única exceção ficou para o novo Cosmo, versão modernizada do Cosmo original, onde foram conseguidos 270 cv de um motor construído em alumínio, com três rotores, dois turbocompressores, injeção eletrônica e 2,6 litros. Mas as vendas só decolaram no Japão.
Mesmo depois de 20 anos, o motor Wankel ainda necessitava de aperfeiçoamentos. Consumo e emissões ainda altos em relação aos concorrentes levaram a Mazda a interromper a venda do RX-7 nos principais mercados mundiais, embora permaneça disponível no Japão.
A GM (General Motors) foi outro grande investidor no projeto do motor rotativo, ao lado da NSU e da Mazda. Em 1973, conseguiu sua licença de produção e apresentou dois carros-conceito de dois rotores, baseados no Chevrolet Corvette; logo depois apresentou outro conceito com quatro rotores, o XP-897 GT. Em 1974, o Chevrolet Monza -- modelo diverso e bem maior que seu homônimo brasileiro—seria o primeiro veículo de série norte-americano com este propulsor, mas as leis antipoluição implantadas a partir desse ano colocaram em dúvida a viabilidade do programa.
Após ter investido muito dinheiro no projeto, a GM chegou a cogitar uma produção de 80% de seus veículos com motor rotativo a partir de 1980. Mas a legislação de emissões ainda mais rígida na Califórnia fez com que se abandonasse o projeto. Quando o então presidente Ed Cole, seu grande incentivador, se aposentou, o projeto foi para a gaveta.
Citroën, Mercedes-Benz e Nissan também se utilizaram desta tecnologia. A marca francesa lançou dois veículos: o Ami 6 e o GS Bimotor, sem grande sucesso e com vida bastante curta. Outro gigante europeu, o grupo Daimler-Benz, experimentou este propulsor no exótico carro-conceito C111, em 1969 no Salão de Frankfurt, nas versões de três e quatro rotores, com potência de 320 e 450 cv. No entanto, não chegou a colocar nenhum modelo em produção.

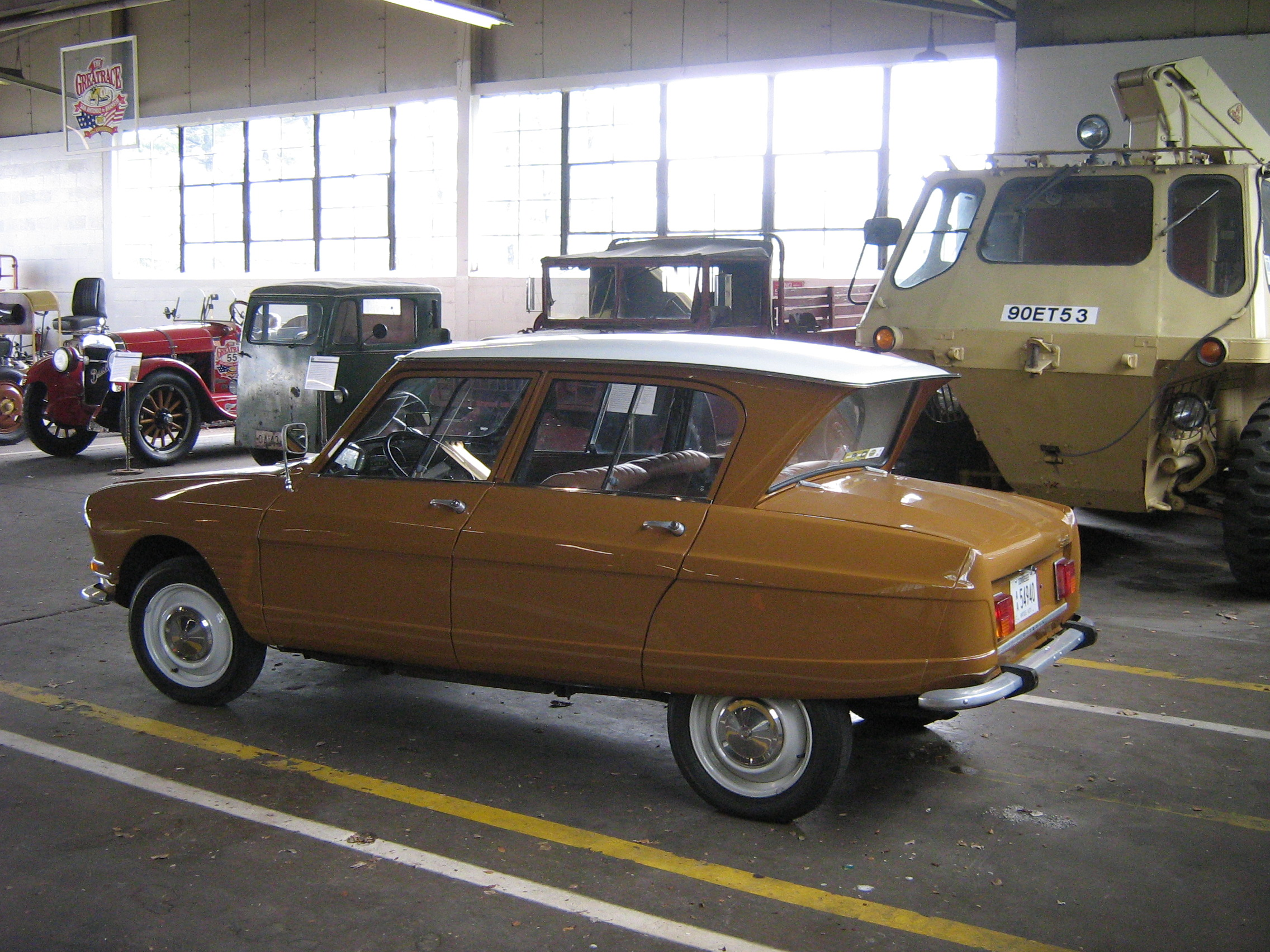
Citroën Ami 6
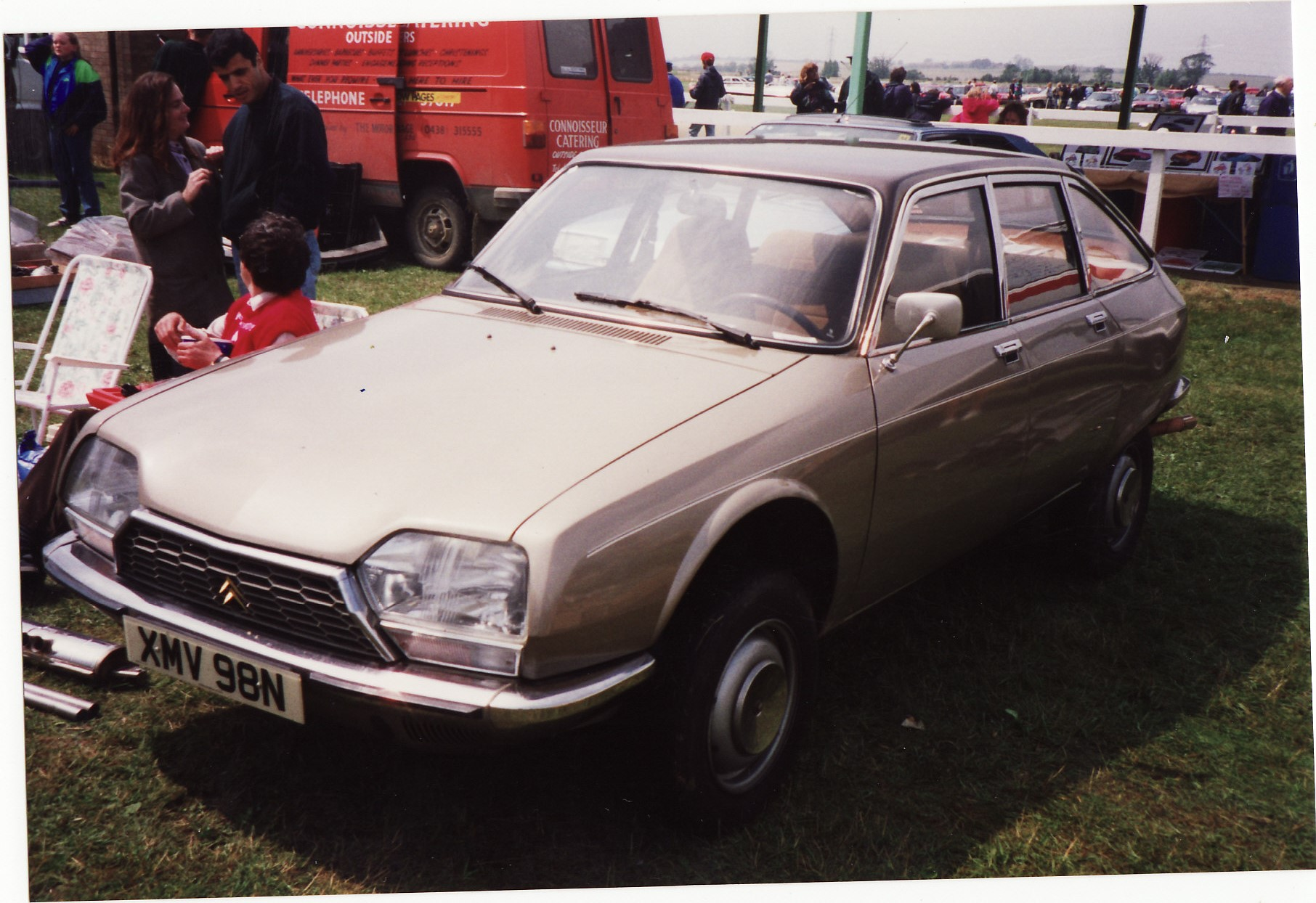
Citroën Birotor
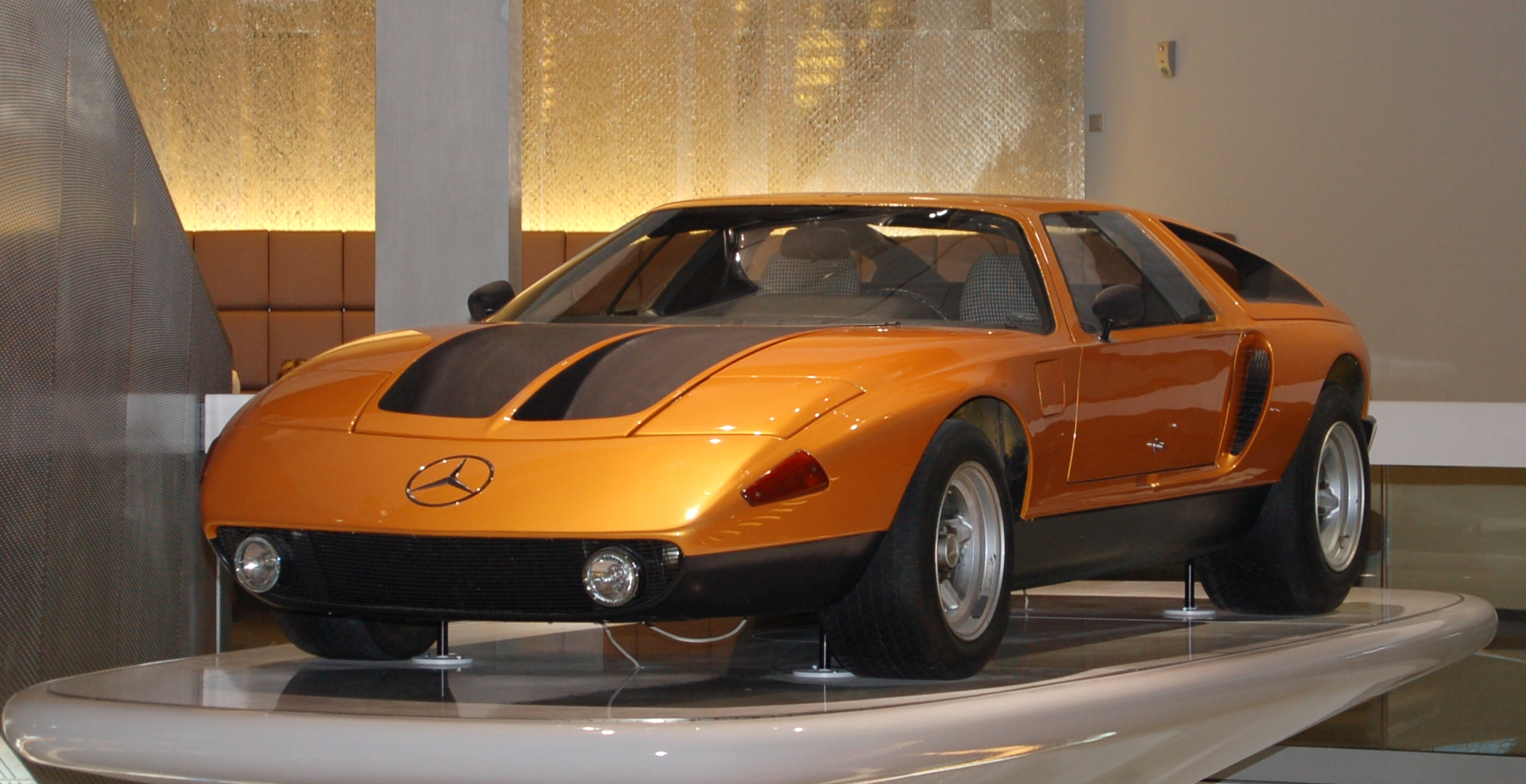
Mercedes-Benz C111

A Nissan conseguiu sua licença de produção em 1970, apresentando seu protótipo em 1972. Com expectativa de produção de 120 mil unidades/ano, foi logo cancelada com a crise do petróleo, em 1973.
Nos últimos 30 anos poucas marcas tentaram desenvolver motores rotativos, e muitas das que investiram desistiram em curto espaço de tempo. A empresa mais persistente – a Mazda – alcançou os maiores progressos e mesmo assim não conseguiu superar o desenvolvimento dos motores convencionais. Desde o final dos anos 80 os implementos evolutivos se concentraram na aplicação de injeção eletrônica e turbocompressores (o modelo RX-7 13B), sem evoluir onde necessariamente precisava—o elevado consumo e as altas emissões.

Um carro-conceito da Mazda com motor rotativo, o RX-01, foi apresentado em 1995 no Salão de Tóquio, sucedido mais recentemente pelo RX-Evolv, em 1999, e pelo RX-8, no Salão de Detroit deste ano. Há quem aposte em um grande futuro para o motor Wankel.

## Funcionamento

Ciclo Wankel:
Intake (admissão)
Compression (compressão)
Ignition (ignição)
Exhaust (exaustão).

Esse motor consiste essencialmente em uma câmara cujo formato interno se aproxima da forma de um oito. Dentro dela, um rotor mais ou menos triangular - o pistão do motor - gira excentricamente com relação ao eixo principal, que equivale ao virabrequim dos motores a pistões. As formas destes dois elementos são tais que enquanto os cantos do pistão estão sempre equidistantes das paredes da câmara - e muito próximos a elas, formando uma vedação - eles sucessivamente aumentam e diminuem o espaço entre os lados convexos do triângulo - o rotor - e as paredes da câmara.
Assim, se uma mistura for injetada numa das câmaras, quando está aumentando de tamanho, será comprimida na redução subsequente de volume, enquanto o rotor, ou pistão, gira. Deste modo, o ciclo clássico de quatro tempos - admissão, compressão, explosão e exaustão - é produzido e, além disso, as três faces do rotor estão em três fases diferentes do ciclo, ao mesmo tempo.

## Consumo de combustível
Assim como a forma das câmaras de combustão do motor Wankel previnem a pré-detonação, ela também leva à combustão incompleta da mistura ar-combustível, fazendo com que os hidrocarbonetos não queimados sejam liberados no escape. No caso de motores de pistão, uma solução cara foi adotada, a de usar catalisadores para oxidar completamente os hidrocarbonetos não queimados. A Mazda conseguiu evitar esse custo enriquecendo a mistura ar-combustível e aumentando o número de hidrocarbonetos não queimados no escape até que uma combustão completa pudesse acontecer em um "reator térmico" (uma câmara expandida aberta na tubulação de escape) sem a necessidade de um catalisador, produzindo assim um escape limpo com o custo de um ligeiro aumento no consumo de combustível.
O preço mundial da gasolina aumentou severamente na mesma época em que a Mazda introduziu seu motor Wankel, fazendo com que o escape limpo à custa do aumento de consumo de combustível se tornasse uma troca não muito bem vinda.

## Vantagens

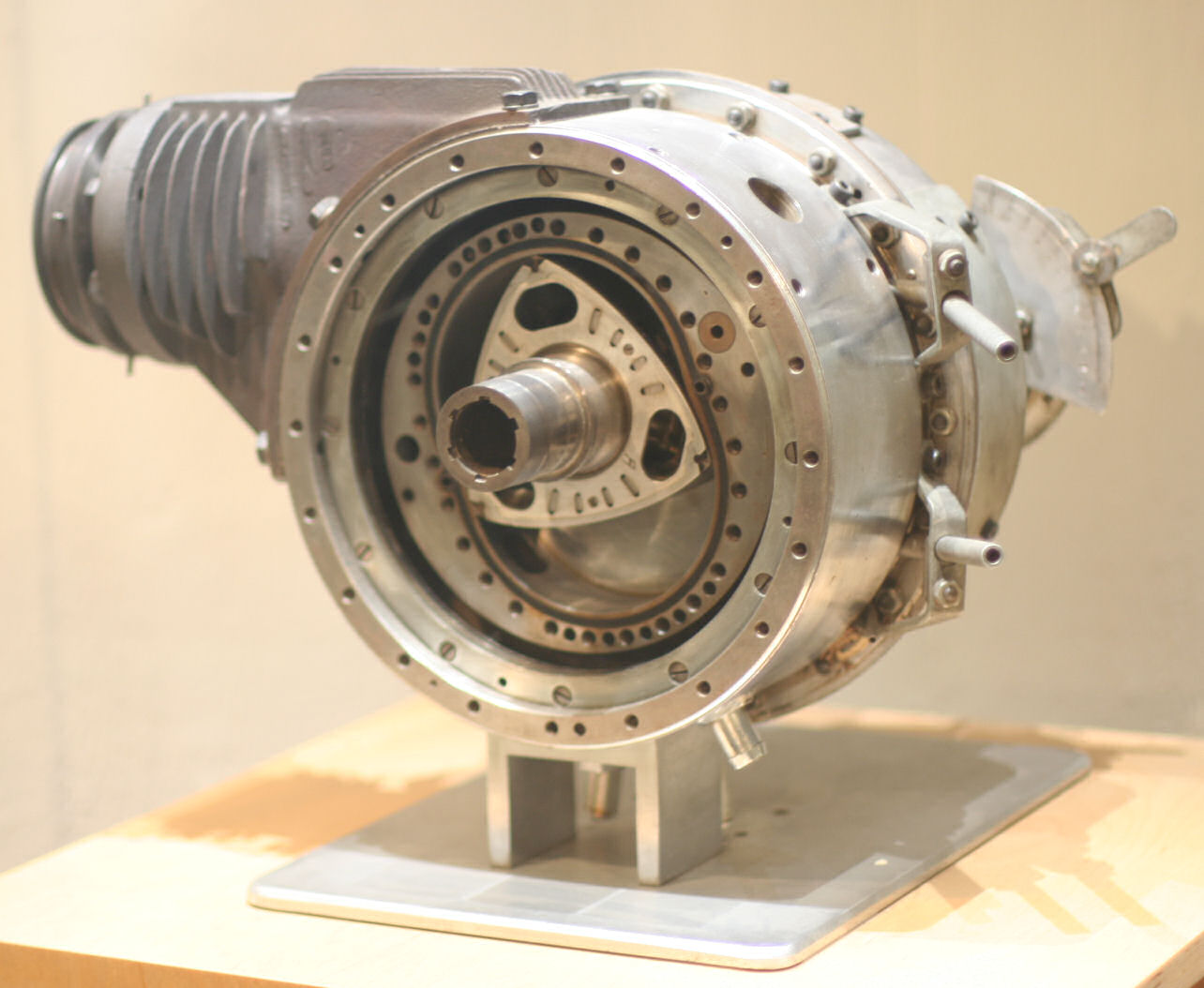
Detalhes do interior.

As vantagens do motor Wankel sobre os motores a pistão convencional são muitas. Em primeiro lugar, não existem vibrações devido ao fato de que só há um movimento rotativo, isso significa ainda menor desgaste e vida mais longa. O motor Wankel não tem nada de complicado, pelo contrário, tem poucos componentes e é bem menor. Além disso ele gera mais potência e mais torque que um motor "convencional" de mesma cilindrada. Isso porque cada lado de seu rotor encontra-se em uma fase do ciclo, gerando mais explosões por volta do eixo virabrequim do que um motor a pistão.
A Mazda atualmente conta com uma nova geração de motores rotativos, chamado de Wankel Renesis pela marca, que apresentam um consumo muito semelhante a carros concorrentes. Devido ao seu princípio de funcionamento, em que não existem mudanças bruscas de componentes (alteração no sentido de movimento dos pistões), as vibrações produzidas pelo motor são bem menores, assim como o nível de ruído. Outro aspecto importante, fica por conta do torque, que é disponibilizado de forma mais homogênea e constante. Como se não bastasse, são muito mais compactos e leves, possibilitando cofres de motor também menores, centro de gravidade do carro mais baixo, frentes menores e com melhor aerodinâmica automotiva (carros com motor dianteiro).

## Desvantagens
Entre suas desvantagens incluem-se uma curva de potência não muito elástica e os problemas em manter uma vedação ideal entre os cantos do rotor e as paredes da câmara de combustão devido à dilatação térmica, o que causa algumas dificuldades devido ao rigor das especificações do projeto e às tolerâncias mínimas na produção.
Além disso o motor Wankel aquece muito mais que o motor a pistões, devido às altas rotações, trabalhando sempre no "limite", por assim dizer. Outra desvantagem é a alta taxa de emissão de gases poluentes.
Em 1996 foi patenteado o motor Quasiturbine, uma evolução do motor Wankel. Foi desenvolvido por uma equipe formada pela família canadense Saint-Hilaire, chefiada pelo físico Dr. Gilles Saint-Hilaire. No Quasiturbine, várias das desvantagens do motor Wankel foram eliminadas.

## Animações
|   |   |   |
| 1 | 2 | 3 |

## Aplicações

### Motores para Carros

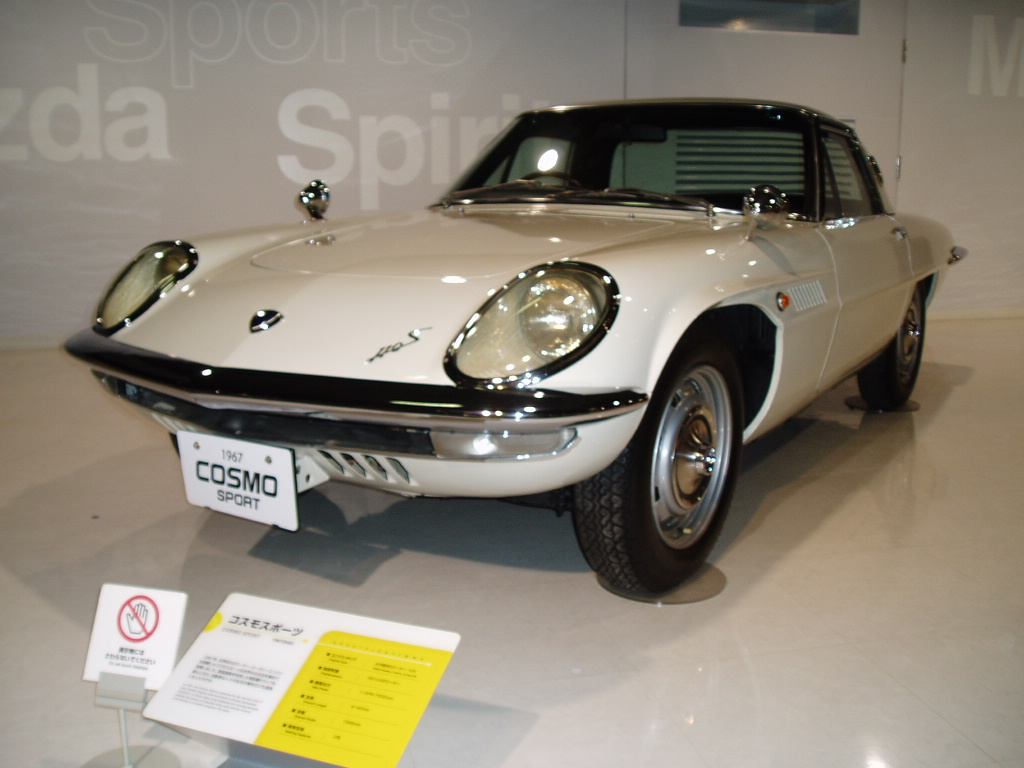
Mazda Cosmo Sport.

No dia 30 de Maio de 1967, a Mazda começou a vender o primeiro automóvel com motor rotativo de dois rotores no mundo, o Cosmo Sport, que incluía um motor do tipo 10A com uma potência de 110 cavalos. Desenvolvimentos posteriores aperfeiçoaram a economia de combustível em mais de 40% e baixaram substancialmente o nível das emissões, para alcançar a conformidade com os novos regulamentos ambientais, cada vez mais severos. Em 1970, a produção acumulada de automóveis com motores rotativos tinha alcançado as 100.000 unidades. Já em 1975, eram 500.000. Em 1978, esse número alcançou a marca de um milhão. O motor rotativo tinha vindo para ficar
No final dos anos 70, a Mazda tinha começado a produzir em massa o motor rotativo do desportivo RX-7 e este era o tipo de veículo ideal para a competição automóvel.
Em 1980, Tom Walkinshaw, que dirigia uma das melhores equipas de competição do Reino Unido na altura, vestiu a camisa do motor rotativo e, juntamente com Pierre Dieudonné, levou um Mazda RX-7 à vitória em Spa, em 1981. Um segundo RX-7 terminou em quinto lugar, dando à Mazda a Taça King, como vencedora por equipes.

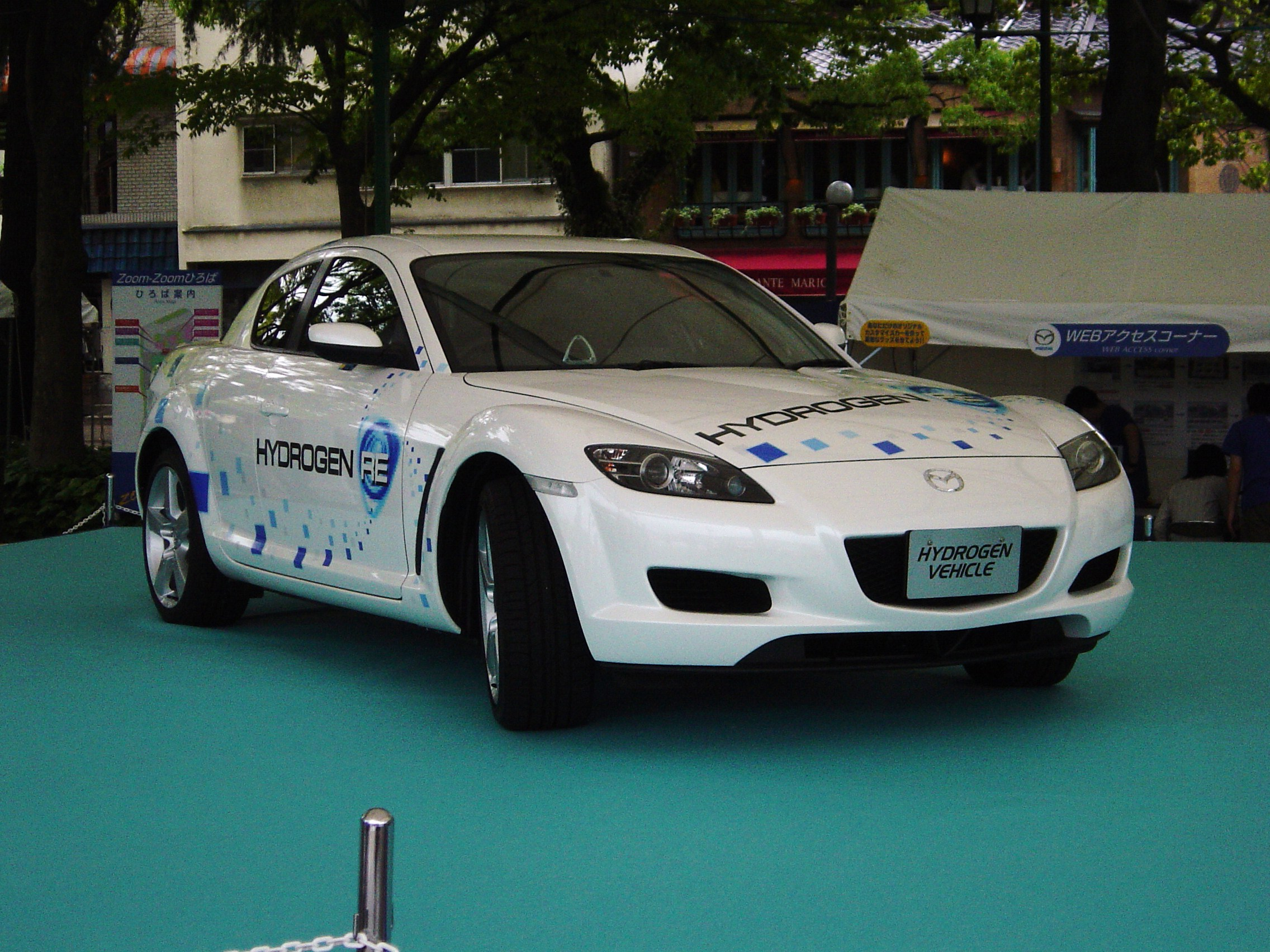
Mazda RX-8 com motor de combustão interna a hidrogênio.

A Mazda continuou a desenvolver e a melhorar o motor rotativo nos anos 80 e, em 1991, chegava a altura de perceber até onde esses progressos poderiam levar um modelo de competição. Com uma carroçaria leve em fibra de carbono e um motor com quatro rotores, o Mazda 787B venceu as 24 Horas de Le Mans, naquela que é considerada uma das maiores surpresas de sempre da emblemática corrida. Mesmo que não constituísse surpresa para os engenheiros do RX-7 ou para os seus proprietários em todo o mundo. Como o carro utilizava um motor menor que os adversários, foi autorizado a andar com um peso menor que os concorrentes, se valendo deste trunfo obteve a vitória.
O Mazda RX-8 é o único automóvel produzido em série atualmente, impulsionado pelo motor Wankel Renesis, dianteiro, longitudinal, com 2 rotores. O Renesis, nome dado a nova geração de motores wankel, recebeu inovações que o tornaram ainda mais compacto, mais leve e mais potente do que o 13B-REW que equipava o RX-7. Para se conseguir mais de 200 cavalos, a Mazda teve que instalar um turbo para o RX-7 ter um comportamento esportivo. Já o Renesis é um aspirado de apenas 1308 cm³ totais a uma taxa de compressão de 10:1, capaz de gerar impressionantes 238 cavalos de potência a 8500 rpm e 22 kgfm a 5000 rpm, números impossíveis para qualquer aspirado convencional com igual capacidade volumétrica. Esse motor foi desenvolvido visando reduzir o consumo de combustível e a emissão de poluentes com a utilização daquilo que os técnicos chamaram de múltiplas "luzes" na admissão e no escapamento. Nesse motor, o uso de uma única janela para a admissão e outra para o escapamento foi substituído pelo uso de múltiplas janelas na parede do estator.

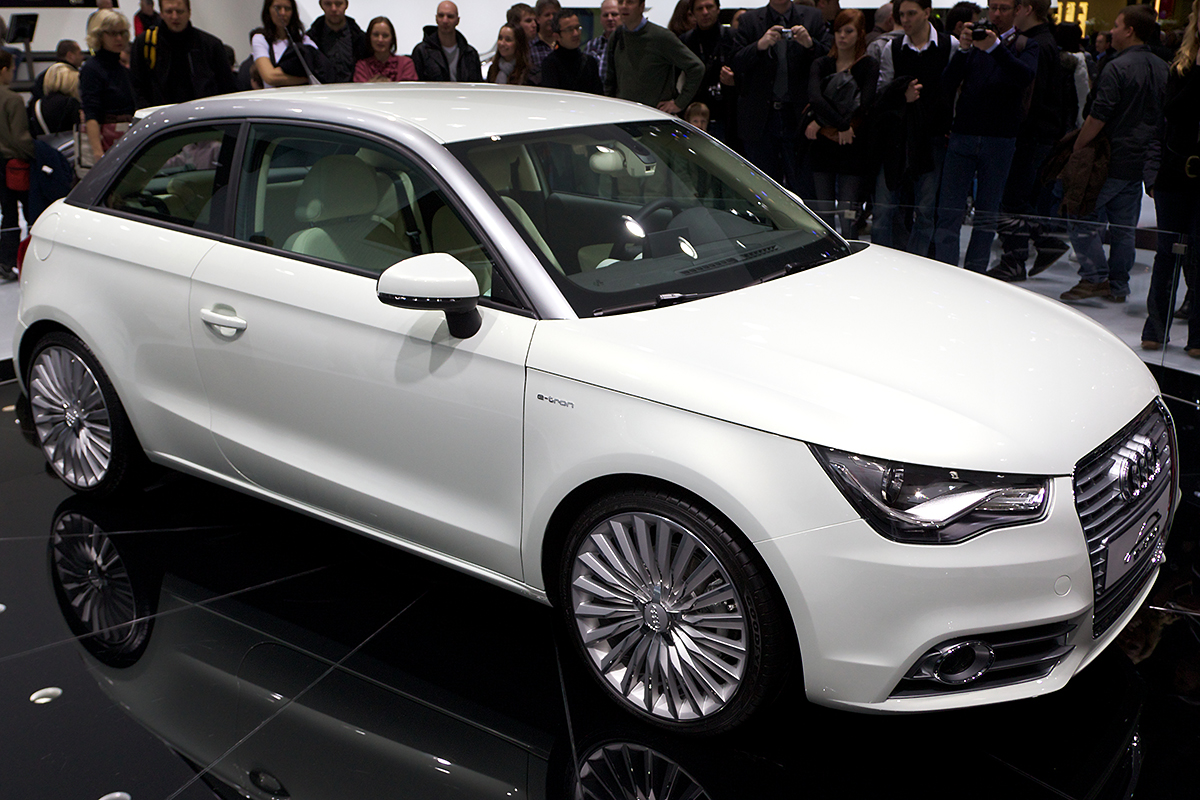
Audi A1 e-tron.

Recentemente no Salão Internacional do Automóvel de Genebra 2010 a Audi apresentou um carro conceito, o Audi A1 E-tron, com propulsão elétrica em sua concepção. Este utiliza um motor Wankel que serve para recarregar as baterias quando não se pode conectar o veículo a uma fonte externa, como ao fazer um percurso mais longo. O motor rotativo vem montado na traseira, atrás do jogo de baterias de lítio e é capaz de uma autonomia de 50 km. Quando a carga está no fim, o compacto motor de apenas um rotor de 254 cm³ de cilindrada é acionado para recarregá-lo, trabalhando a 5.000 rpm constantes para estender a autonomia do carro para 210 km, porém o carro continua sendo impulsionado pelo motor elétrico montado na frente.

### Motores para Motocicleta
De 1974 a 1977 a Hercules produziu um número limitado de motos equipados com motores Wankel. Mais tarde este motor foi usado pela Norton Motorcycle Company para produzir o modelo Norton Commander no início de 1980.
A Suzuki RE5 foi uma motocicleta equipada com motor Wankel produzida em 1975 e 1976. Anunciada como o futuro do motociclismo, o motor de pequeno deslocamento produzia uma impressionante potência. No entanto, outros problemas e falta de peças intercambiáveis resultou em vendas baixas.
Van Veen da Países Baixos, importador e fabricante de motocicletas, projetou a Van Veen OCR 1000, motocicleta com o motor Wankel duplo rotor da companhia joint venture da NSU e Citroën, Comotor SA. Sua empresa fabricou 38 destas motos, entre 1974 e 1978.
Contudo, a partir da década de 1980, os motores rotativos não tiveram tanto sucesso equipando motocicletas. Eles não têm sido usados em corridas de motos, que é inteiramente dominada pelos motores alternativos multi-cilindros. Nem têm sido produzidos para venda ao público em geral para utilização nas ruas. Até agora, motocicletas atuais com motores rotativos foram confinadas a protótipos e demonstrações conceituais. Norton tem usado motor Wankel em vários modelos, notavelmente com o piloto Steve Hislop onde obteve várias vitórias na Norton F1 no TT em 1992. Norton faz agora um modelo de 588cc rotor duplo chamado NRV588 e está em processo de projetar uma versão de 700cc chamada NRV700.
|                                                                   |                                                                                   |                                                        |                                         |
| A Hercules W-2000 é uma das poucas motocicletas com motor Wankel. | A Suzuki produziu a RE5 num total de cerca de 7 000 exemplares entre 1974 e 1976. | A Norton F1, modelo esportivo do fabricante britânico. | Uma Van Veen OCR 1000, modelo de série. |

### Motores para uso Aeronáutico

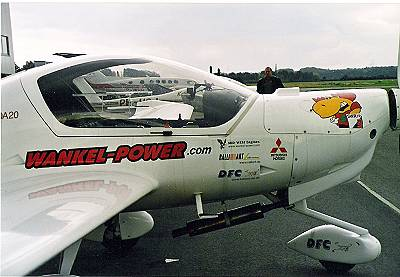
Diamond DA20 com motor Wankel.

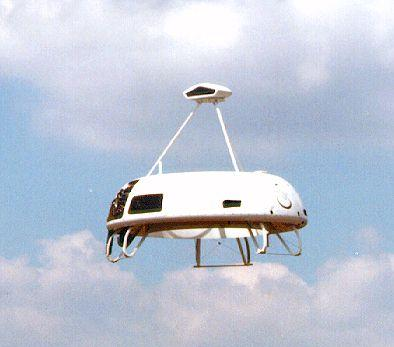
Sikorsky Cypher UAV equipado com o UEL AR801 motor Wankel.

O primeiro avião com motor rotativo Wankel foi o experimental Lockheed Q-Star versão civil do avião de reconhecimento QT-2 do Exército dos Estados Unidos, basicamente equipando um planador Schweizer, em 1968 ou 1969. Era equipado por um motor rotativo Wankel de 185 hp (138 kW) Curtiss-Wright RC2-60.
Aeronaves Wankel tem feito algum retorno em anos recentes. Nenhuma das suas vantagens foram perdidos em comparação com outros motores. Eles estão cada vez mais sendo encontradas em papéis em que o tamanho compacto e operação silenciosa é importante, notadamente em VANT (Veículo Aéreo Não Tripulado). Muitas empresas e pessoas por hobby adaptam motores rotativos Mazda (retirado de automóveis) para uso aeronáutico, enquanto outros, incluindo Wankel GmbH, fabrica motores rotativos Wankel dedicada propriamente para este uso. Uma outra utilização são os motores "Rotapower" do carro voador Moller M400 Skycar.
Motores Wankel também estão se tornando cada vez mais popular em aeronaves experimentais homebuilt, devido a uma série de fatores. A maioria são motores para automóveis Mazda 12A e 13B, convertidos para uso em aviação. Esta é uma boa alternativa para o custo-eficiência para certificação de motores de aeronaves, fornecendo motores de 100 a 300 hp (220 kW) a uma fração do custo dos motores tradicionais. Essas primeiras conversões tiveram lugar no início de 1970. Com um bom número desses motores montados em aeronaves, até 10 de Dezembro de 2006, o conselho de segurança nacional do transporte dos EUA tem apenas sete relatórios de incidentes envolvendo aeronaves com motores da Mazda, e nenhum deles é de uma falha devido a falhas de design ou de fabricação. Durante o mesmo período tinham emitido vários milhares de relatórios de virabrequins e bielas quebrados, pistões que falharam e incidentes causados por outros componentes que não são encontrados nos motores Wankel. Os entusiastas do motor rotativo ironicamente se referem a motores de pistão de aeronaves como "reciprosaurs", e recordam que seus projetos têm permanecido praticamente inalterado desde 1930, com apenas pequenas diferenças nos processos de fabricação e variação de deslocamento do motor.
Peter Garrison, editor de contribuição para a revista Flying, afirmou que "o motor mais promissor para uso aeronático é o rotativo Mazda." Mazda tem realmente funcionado bem quando convertido para uso em aeronaves homebuilt. No entanto, o verdadeiro desafio na aviação está produzindo certificados FAA alternativos para os motores padrão alternativo que a maioria das pequenas aeronaves da aviação geral usam. Mistral Motores, com sede na Suíça, está comprometida com a certificação para construção de motores rotativos para fabricação
e instalação em aeronaves de produção certificada. Com os motores rotativos G-190 e G-230-TS já voam no mercado experimental, Mistral Motores tem esperanças para certificação FAA e JAA em 2007 ou início de 2008. Mistral afirma ter superado os desafios de consumo de combustível inerente ao rotativo, pelo menos na medida em que os motores estão demonstrando o consumo específico de combustível em alguns pontos dos motores alternativos de pistão. Enquanto o consumo de combustível ainda é ligeiramente superior do que os motores tradicionais, é compensado por outros fatores benéficos.
Uma vez que os motores Wankel operam a uma velocidade de rotação relativamente alta com torque relativamente baixo, os aviões a hélice devem usar uma Unidade de Redução de Velocidade (PSRU) para manter as hélices convencionais dentro da faixa de velocidade adequada. Há muitas aeronaves experimentais voando com este arranjo.

### Outras aplicações
Pequenos motores Wankel estão cada vez mais sendo encontradas em outras funções, como em Karts, jet ski e unidades auxiliar de potência para as aeronaves. O Graupner/O.S. 49-PI é um motor Wankel de 1,27 hp (947 W) 5 cc para aeromodelos que está em produção desde 1970 essencialmente inalterado, e mesmo com um silenciador grande, todo o conjunto pesa apenas 380 gramas.
A simplicidade do Wankel torna-o adequado para mini, micro e micro-mini projetos de motores. Os sistemas microeletromecânicos (MEMS) do Laboratório de motores rotativos da Universidade da Califórnia em Berkeley, têm desenvolvidos motores Wankel de até 1 mm de diâmetro, com deslocamentos de menos de 0,1 cc. O objetivo final é desenvolver um motor de combustão interna que irá entregar 100 miliwatts de energia elétrica, o motor em si vai servir como o rotor do gerador, com ímãs construído no rotor do próprio motor.
O maior motor Wankel foi construído pela Ingersoll-Rand; em duas versões, disponível em 550 hp (410 kW) de um rotor e 1100 hp (820 kW) com rotor duplo, deslocando 41 litros por rotor com um rotor de cerca de um metro de diâmetro, que estava disponível entre 1975 e 1985. Foi derivado de um anterior, um mal sucedido projeto da Curtiss-Wright, que fracassou devido a um problema bem conhecido com todos os motores de combustão interna: a velocidade fixa em que a frente de chama se propaga limita a distância que a combustão pode percorrer a partir de um ponto de ignição em um dado período de tempo e, assim, limitar o tamanho máximo do cilindro ou câmara que rotor pode ser usado. Este problema foi resolvido através da limitação da velocidade do motor para apenas 1200 rpm e do uso do gás natural como combustível, o que foi muito bem escolhido, como um dos principais usos deste motor foi para acionar compressores de gás natural de gasodutos. Yanmar Diesel do Japão, produziu alguns pequenos motores rotativos para usos como motosserras e motores de popa, algumas de suas contribuições são de que com o LDR (recuo no rotor na borda da câmera de combustão) os motores tinham melhores perfis de emissões no escape, e que a “reed-valve” controlados na porta de admissão melhora o desempenho em cargas parciais e  a baixas rotações. (Kojiro Yamaoka & Hiroshi Tado, SAE paper 720466, 1972)